# Charles F. Kettering
Charles Franklin Kettering, född den 29 augusti 1876 i Loudonville, Ohio, avliden den 25 november 1958 i Dayton, Ohio, var en amerikansk uppfinnare och entreprenör.
Efter examen i elektroteknik vid Ohio State University 1904 anställdes Kettering av NCR Corporation, där han bland annat uppfann en elektrisk kassaapparat.
1909 lämnade han NCR och startade tillsammans med en kompanjon Delco Electronics. 1916 sålde Kettering sitt företag till General Motors. Han var sedan forskningschef vid General Motors från 1920 fram till sin pensionering 1947. 
Bland hans bidrag till bilindustrin märks uppfinningen av den elektriska startmotorn och blyhaltig bensin. Han arbetade också med framtagningen av de första praktiska färgerna för masstillverkade bilar och utvecklingen av praktiska, lätta tvåtakts dieselmotorer för användning i lokomotiv och anläggningsmaskiner. Tillsammans med DuPont Chemical Company var han även ansvarig för utvecklingen av freon för användning i kylaggregat och luftkonditioneringssystem.